# Management de la R&D
Le management de la R&D (Recherche et développement) est la mise en place dans l'entreprise des processus permettant la circulation des savoir-faire d'abord au travers des équipes responsables des nouveaux produits puis jusqu'à la mise en production de ceux-ci. 
Elle conduit aussi à gérer les interfaces avec les savoirs extérieurs à l'entreprise. La fonction peut-être soit répartie entre les experts et scientifiques de l'entreprise, soit dans une Direction Recherche & Developpement dont la fonction est alors de proposer des axes de recherche (nouveaux produits, procédés), de superviser les études, la conception des solutions, de proposer des améliorations des produits, de coordonner techniquement le développement des produits et d'assurer le lien entre recherche et marketing. Cette fonction est souvent soit rattachée à la direction générale ou à la présidence, soit à la direction de la stratégie. 

## Développement des produits
Le passage de l'idée ou du concept au produit passe par un processus et des jalons au cours desquels le projet sera maintenu ou abandonné. Les phases d'un développement passent de l'étude de base ou fondamentale, au développement des technologies, puis au développement exploratoire, au développement du process et au prototypage. La typologie de la R&D est définie dans un manuel de l'OCDE, le Manuel de Frascati. À chaque instant, des méthodes d'évaluation de la maturité technologique, à l'instar des niveaux TRL (technology readiness level), permettent de décider les meilleures voies de développement à partir des contraintes techniques et des contraintes légales, éthiques ou commerciales.

## Modèles de management de la R&D
Il existe quelques modèles de management de la R&D, tels que le modèle d'Arthur D. Little Third generation R&D management,  Development Funnel ou Phase–gate model. Ils ont pour objectif d'améliorer la productivité dans le développement des produits innovants. Pour la créativité initiale, il est possible de faire appel à des méthodes issues de théories telles que TRIZ ou CK.

## Systèmes d'information
Il existe peu de systèmes d'information de management de la R&D. On peut citer Shazino  ou la plateforme CIRCE .

### Journaux scientifiques
- R&D Management Journal
- Technovation

### Réseaux professionnels
- Groupe francophone R&D Manager in France
- R&D Manager in Israel
- Indian R&D Managers
- R&D Engineering Managers Forum